# Merita
Merita var en finländsk bank som bildades 1995 genom en sammanslagning av Föreningsbanken i Finland (FBF) och Kansallis-Osake-Pankki (KOP). Merita gick 1998 samman med Nordbanken, den tidigare PK-Banken, och bildade finanskoncernen Merita-Nordbanken, vilken efter fortsatta sammanslagningar år 2000 utvecklade sig till den nordiska finanskoncernen Nordea.